# Pekonsaari (ö i Södra Karelen, Imatra)
Pekonsaari är en ö i Finland. Den ligger i sjön Saimen och i kommunen Imatra i den ekonomiska regionen  Imatra ekonomiska region  och landskapet  Södra Karelen, i den södra delen av landet, 240 km nordost om huvudstaden Helsingfors. Öns area är 3 hektar och dess största längd är 300 meter i sydöst-nordvästlig riktning.